# Зміїногорський район
Зміїного́рський район (рос. Змеиногорский район) — район у складі Алтайського краю Російської Федерації.
Адміністративний центр — місто Зміїногорськ.

## Історія
Район утворений 1925 року.

## Населення
Населення — 18882 особи (2019; 21022 в 2010, 24234 у 2002).

## Адміністративний поділ
Район адміністративно поділяється на 1 міське поселення та 7 сільських поселень (сільрад):
| Поселення                      | Площа, км² | Населення, осіб (2002) | Населення, осіб (2010) | Населення, осіб (2019) | Центр         | Населені пункти |
| ------------------------------ | ---------- | ---------------------- | ---------------------- | ---------------------- | ------------- | --------------- |
| Зміїногорське міське поселення | 33,38      | 11917                  | 11155                  | 10475                  | Зміїногорськ  | 2               |
| Барановська сільська рада      | 1143,11    | 2571                   | 2310                   | 2044                   | Барановка     | 3               |
| Карамишевська сільська рада    | 200,40     | 2005                   | 1722                   | 1562                   | Карамишево    | 4               |
| Кузьминська сільська рада      | 315,18     | 1917                   | 1300                   | 1003                   | Кузьминка     | 5               |
| Октябрська сільська рада       | 242,19     | 1689                   | 1247                   | 953                    | Октябрський   | 5               |
| Саввушинська сільська рада     | 336,90     | 1593                   | 1318                   | 1112                   | Саввушка      | 2               |
| Таловська сільська рада        | 182,27     | 1209                   | 908                    | 757                    | Таловка       | 1               |
| Черепановська сільська рада    | 348,18     | 1333                   | 1062                   | 976                    | Беспаловський | 3               |

2019 року була ліквідована Нікольська сільська рада, територія увійшла до складу Кузьминської сільради.

## Найбільші населені пункти
Нижче подано список населених пунктів з чисельністю населенням понад 1000 осіб:
| № | Населений пункт | Населення, осіб (2002) | Населення, осіб (2010) |
| - | --------------- | ---------------------- | ---------------------- |
| 1 | Зміїногорськ    | 11625                  | 10955                  |
| 2 | Барановка       | 2163                   | 1963                   |
| 3 | Саввушка        | 1474                   | 1242                   |
| 4 | Карамишево      | 1289                   | 1184                   |